# Champions Trophy mannen 1981
De derde editie van de strijd om de Champions Trophy had voor de tweede keer plaats in Karachi, van vrijdag 9 januari tot en met vrijdag 16 januari 1981. Deelnemende landen aan het mondiale hockeytoernooi waren: Australië, Engeland, Nederland, gastland en titelverdediger Pakistan, Spanje en West-Duitsland.

## Selecties

### Engeland
- Kulbir Bhaura
- Roly Brookman
- David Craig
- Richard Dodds
- James Dutchie
- Neil Francis
- Norman Hughes 
- John Hurst

- Sutinder Khehar
- Richard Leman
- Mark Precious
- Chris Rule
- Ian Taylor
- Andy Wallace
- David Westcott
- Malcolm Wilkinson

Bondscoach: David Whitaker

## Uitslagen
- Engeland - West-Duitsland 1-1
- Pakistan - Spanje 5-2
- Nederland - Australië 7-5

- Engeland - Australië 2-2
- West-Duitsland - Spanje 6-1
- Nederland - Pakistan 1-0

- Spanje - Engeland 2-1
- Nederland - West-Duitsland 4-4
- Pakistan - Australië 3-4

- Nederland - Spanje 3-3
- Pakistan - Engeland 3-2
- West-Duitsland - Australië 1-3

- Nederland - Engeland 7-4
- Spanje - Australië 1-4
- Pakistan - Duitsland 2-2

## Eindstand
| №      | Land           | WG | W | G | V | DV | DT | +/– | Punten |
| ------ | -------------- | -- | - | - | - | -- | -- | --- | ------ |
| Goud   | Nederland      | 5  | 3 | 2 | 0 | 22 | 16 | +6  | 8      |
| Zilver | Australië      | 5  | 3 | 1 | 1 | 18 | 14 | +4  | 7      |
| Brons  | West-Duitsland | 5  | 1 | 3 | 1 | 14 | 11 | +3  | 5      |
| 4      | Pakistan       | 5  | 2 | 1 | 2 | 13 | 11 | +2  | 5      |
| 5      | Spanje         | 5  | 1 | 1 | 3 | 9  | 19 | −10 | 3      |
| 6      | Engeland       | 5  | 0 | 2 | 3 | 10 | 15 | −5  | 2      |

## Topscorer
| 1. | Paul Litjens | Nederland | 11 doelpunten |

Mannen:
Lahore 1978 ·
Karachi 1980 ·
Karachi 1981 ·
Amstelveen 1982 ·
Karachi 1983 ·
Karachi 1984 ·
Perth 1985 ·
Karachi 1986 ·
Amstelveen 1987 ·
Lahore 1988 ·
Berlijn 1989 ·
Melbourne 1990 ·
Berlijn 1991 ·
Karachi 1992 ·
Kuala Lumpur 1993 ·
Lahore 1994 ·
Berlijn 1995 ·
Chennai 1996 ·
Adelaide 1997 ·
Lahore 1998 ·
Brisbane 1999 ·
Amstelveen 2000 ·
Rotterdam 2001 ·
Keulen 2002 ·
Amstelveen 2003 ·
Lahore 2004 ·
Chennai 2005 ·
Barcelona 2006 ·
Kuala Lumpur 2007 ·
Rotterdam 2008 ·
Melbourne 2009 ·
Mönchengladbach 2010 ·
Auckland 2011 ·
Melbourne 2012 ·
Bhubaneswar 2014 ·
Londen 2016 ·
Breda 2018
Vrouwen:
Amstelveen 1987 ·
Frankfurt 1989 ·
Berlijn 1991 ·
Amstelveen 1993 ·
Mar del Plata 1995 ·
Berlijn 1997 ·
Brisbane 1999 ·
Amstelveen 2000 ·
Amstelveen 2001 ·
Macau 2002 ·
Sydney 2003 ·
Rosario 2004 ·
Canberra 2005 ·
Amstelveen 2006 ·
Quilmes 2007 ·
Mönchengladbach 2008 ·
Melbourne 2009 ·
Nottingham 2010 ·
Amstelveen 2011 ·
Rosario 2012 ·
Mendoza 2014 ·
Londen 2016 ·
Changzhou 2018